# Паласио Атард, Висенте
Висенте Атард Паласио (исп. Vicente Palacio Atard, 2 января 1920, Бильбао — 16 октября 2013, Мадрид) — испанский историк.
Получил историческое образование, с 1 октября 1942 года был доцентом, преподавал в университетах Барселоны и Вальядолида. С 1957 по 30 сентября 1986 года был профессором испанской истории в университете Комлутенсе, после чего вышел в отставку. В марте 1987 года стал членом Королевской академии Испании (утверждён 24 января 1988 года) и, вернувшись к работе, начал преподавать в Школе современной истории Высшего совета научных исследований.
Его научные исследования были посвящены в основном истории Испании XVII и XX века; в 1960-е годы он был одним из первых историков в стране, начавших изучать период Гражданской войны 1936—1939 годов.
Наиболее известные работы:
«Carlos III: rey de los ilustrados, La España del siglo XVII: el siglo de las reformas o Los españoles de la Ilustración»; «Cinco historias de la República y de la guerra»;
«Aproximación histórica a la guerra española (1936—1939)» и так далее.
За работу «Los españoles de la Ilustración» (1964), посвящённую истории страны в эпоху Просвещения, получил Национальную книжную премию за историческое исследование, а в 1978 году — премию Менедес Пелайо. В Испании считается одним из крупнейших специалистов по отечественной истории в XX веке.